# Aziz Abdułłajew
Aziz Refatowycz Abdułłajew, ukr. Азиз Рефатович Абдуллаєв (ur. 20 lipca 1953 w Dżyzaku) – uzbecki i ukraiński polityk tatarskiego pochodzenia, od 2006 roku wicepremier Republiki Autonomicznej Krymu.
Po odsłużeniu wojska pracował jako inżynier w kombinacie materiałów budowlanych w Dżyzaku. W 1980 roku ukończył studia w Instytucie Dróg i Samochodów w Taszkencie. Od 1982 roku do 1984 roku pełnił obowiązki dyrektora fabryki silikatowej w Dżyzaku. W latach 1984–1996 pracował jako główny inżynier oraz dyrektor kombinatu materiałów budowlanych w mieście. W 1990 roku wybrany do Rady Najwyższej Uzbeckiej SRR, mandat sprawował przez dwie kadencje do 1995 roku. W 1996 roku powrócił na Krym. Od tego czasu pełnił obowiązki wiceprzewodniczącego Funduszu Skarbu Republiki Autonomicznej Krymu. Od stycznia 2002 roku do maja 2005 roku był pierwszym wiceministrem przemysłu Autonomii, a od maja do września 2005 stał na czele resortu polityki przemysłowej, transportu, łączności oraz kompleksu paliwowo-energetycznego. Na jesieni 2005 roku objął funkcję wicepremiera Krymu, którą piastował do czerwca 2006 roku. Od tego czasu jest pierwszym wicepremierem Autonomii.
Od 2002 roku nieprzerwanie pełni obowiązki deputowanego do Rady Najwyższej Krymu (IV i V kadencji). W 2006 roku został wybrany z ramienia Ludowego Ruchu Ukrainy. Jest członkiem tatarskiej frakcji deputowanych „Kurułtaj-Ruch”.